# غلظت

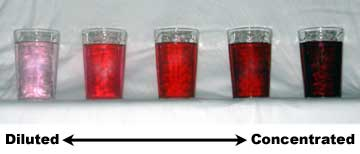
افزایش غلظت محلول‌ها از چپ به راست.

غلظت، کمیتی است که بیان می‌کند چه مقدار از یک حل شونده در حلال حل شده است.

## انواع غلظت‌ها
| اندازه‌گیری         | نمادگذاری   | فرمول کلی | واحدها                  |
| ------------------ | ----------- | --- | ----------------------- |
| درصد اتمی (A)      | at. %       | {\displaystyle \left({\frac {\rm {number~of~atoms~of~dopant\times 100}}{\rm {number~of~atoms~of~solution}}}\right)}               | %                       |
| درصد اتمیage (B)   | at. %       | {\displaystyle \left({\frac {\rm {number~of~atoms~of~dopant\times 100}}{\rm {number~of~substitutable~atoms~of~solution}}}\right)} | %                       |
| درصد جرمی          | wt%         | {\displaystyle \left({\frac {\mathrm {grams\ solute} \times 100}{\mathrm {grams\ solution} }}\right)}                             | %                       |
| درصد جرمی حجمی     | -           | {\displaystyle \left({\frac {\mathrm {grams\ solute} \times 100}{\mathrm {milliliters\ solution} }}\right)}                       | % though strictly %g/mL |
| درصد حجم حجم       | -           | {\displaystyle \left({\frac {\mathrm {milliliters\ solute} \times 100}{\mathrm {milliliters\ solution} }}\right)}                 | %                       |
| مولاریته           | M           | {\displaystyle \left({\frac {\mathrm {moles\ solute} }{\mathrm {liters\ solution} }}\right)}                                      | mol/L (or M or mol/dm3) |
| مولانیته           | -           | {\displaystyle \left({\frac {\mathrm {moles\ solute} }{\mathrm {kilograms\ solution} }}\right)}                                   | mol/kg                  |
| مولالیته           | m           | {\displaystyle \left({\frac {\mathrm {moles\ solute} }{\mathrm {kilograms\ solvent} }}\right)}                                    | mol/kg (or m**)         |
| جز مولی            | Χ (chi)     | {\displaystyle \left({\frac {\mathrm {moles\ solute} }{\mathrm {moles\ solution} }}\right)}                                       | (decimal)               |
| فرمال              | F           | {\displaystyle \left({\frac {\mathrm {moles\ undissolved\ solute} }{\mathrm {liters\ solution} }}\right)}                         | mol/L (or F)            |
| نرمالیته           | N           | {\displaystyle \left({\frac {\mathrm {gram\ equivalents} }{\mathrm {liters\ solution} }}\right)}                                  | N                       |
| قسمت در صد         | % (or pph)  | {\displaystyle \left({\frac {\mathrm {dekagrams\ solute} }{\mathrm {kilograms\ solution} }}\right)}                               | da.g/kg                 |
| قسمت در هزار       | ‰ (or ppt*) | {\displaystyle \left({\frac {\mathrm {grams\ solute} }{\mathrm {kilograms\ solution} }}\right)}                                   | g/kg                    |
| قسمت در میلیون     | ppm         | {\displaystyle \left({\frac {\mathrm {milligrams\ solute} }{\mathrm {kilograms\ solution} }}\right)}                              | mg/kg                   |
| قسمت در میلیارد    | ppb         | {\displaystyle \left({\frac {\mathrm {micrograms\ solute} }{\mathrm {kilograms\ solution} }}\right)}                              | µg/kg                   |
| قسمت در تریلیون    | ppt*        | {\displaystyle \left({\frac {\mathrm {nanograms\ solute} }{\mathrm {kilograms\ solution} }}\right)}                               | ng/kg                   |
| قسمت در کوادریلیون | ppq         | {\displaystyle \left({\frac {\mathrm {picograms\ solute} }{\mathrm {kilograms\ solution} }}\right)}                               | pg/kg                   |

## تغییرات غلظت
به‌طور کلی غلظت چه با تغییر فشار و چه دما می‌تواند تغییر کند. افزایش فشار همواره غلظت ماده را زیاد می‌کند و افزایش دما عموماً غلظت را کاهش می‌دهد اما قابل توجه است که برخی استثناها دراین خصوص وجود دارد. برای مثال غلظت آب در بین دمای ۰ تا ۴ درجه سانتی گراد کاهش می‌یابد درست مانند رفتاری که از سیلسیوم در دماهای پایین مشاهده شده‌است. تأثیر فشار و دما بر روی غلظت مایعات و جامدات کم است. قابلیت فشردگی مایع یا جامد (۱۰−6) bar−۱ است. این بدان معناست که در حدود ۱۰هزار مرتبه فشار اتمسفر برای کاهش حجم یک ماده به اندازه یک درصد لازم است. (هم چنین فشار حدود هزار برای شن و خاک رس نیاز است.
در مقابل غلظت گازها به‌طور قوی تحت تأثیر فشار است. غلظت یک گاز ایده‌آل طبق فرمول :     {\displaystyle \rho ={\frac {MP}{RT}},\,}
که M جرم مولار و P فشار و R ثابت جهانی گازها و T دمای مطلق است. این بدان معناست که غلظت یک گاز ایده‌آل می‌تواند با دو برابر کردن فشار یا نصف کردن دمای مطلق دو برابر شود.